# Stylocline psilocarphoides
Stylocline psilocarphoides là một loài thực vật có hoa trong họ Cúc. Loài này được M.Peck miêu tả khoa học đầu tiên năm 1945.